# Горњи Штрбци
Горњи Штрбци су насељено мјесто у општини Доњи Лапац, источна Лика, Република Хрватска.

## Географија
Горњи Штрбци су удаљени око 16 км сјеверно од Доњег Лапца.

## Историја
Горњи Штрбци су се од распада Југославије до августа 1995. године налазили у Републици Српској Крајини.

## Становништво
Горњи Штрбци су се од пописа становништва 1961. до августа 1995. налазили у саставу некадашње општине Доњи Лапац. Према попису становништва из 2011. године, насеље Горњи Штрбци је имало 18 становника.
| Националност       | 1991. | 1981. | 1971. | 1961. |
| Срби               | 59    | 50    | 121   | 169   |
| Југословени        |       | 2     |       |       |
| Хрвати             |       |       | 1     |       |
| остали и непознато |       |       | 1     |       |
| Укупно             | 59    | 52    | 123   | 169   |

| Демографија | Демографија | Демографија |
| Година      | Становника  | Становника  |
| ----------- | ----------- | ----------- |
| 1961.       | 169         |             |
| 1971.       | 123         |             |
| 1981.       | 52          |             |
| 1991.       | 59          |             |
| 2001.       | 4           |             |
| 2011.       |             | 18          |